# Legge marziale (film)
Legge marziale (Best of the Best 4: Without Warning) è un film statunitense del 1998 diretto da Phillip Rhee.
Il film è l'ultimo capitolo della saga cominciata prima con I migliori (1989), Kickboxing mortale (1993) e Lotta estrema (1996).

## Trama
Un gruppo di mafiosi russi rubano una quantità di carta per stampare la valuta statunitense, inondandola nel mercato di banconote false. Quando uno di loro si pente consegnando al procuratore distrettuale il CD pieno di dati viene ucciso, ma non prima di aver consegnato il disco a Tommy Lee.